# Astragalus pseudoiodanthus
Astragalus pseudoiodanthus är en ärtväxtart som beskrevs av Rupert Charles Barneby. Astragalus pseudoiodanthus ingår i släktet vedlar, och familjen ärtväxter. Inga underarter finns listade i Catalogue of Life.